# Carl Schlüter
Carl Schlüter (* 24. Oktober 1846 in Pinneberg; † 26. Oktober 1884 in Dresden) war ein deutscher Bildhauer.

## Leben

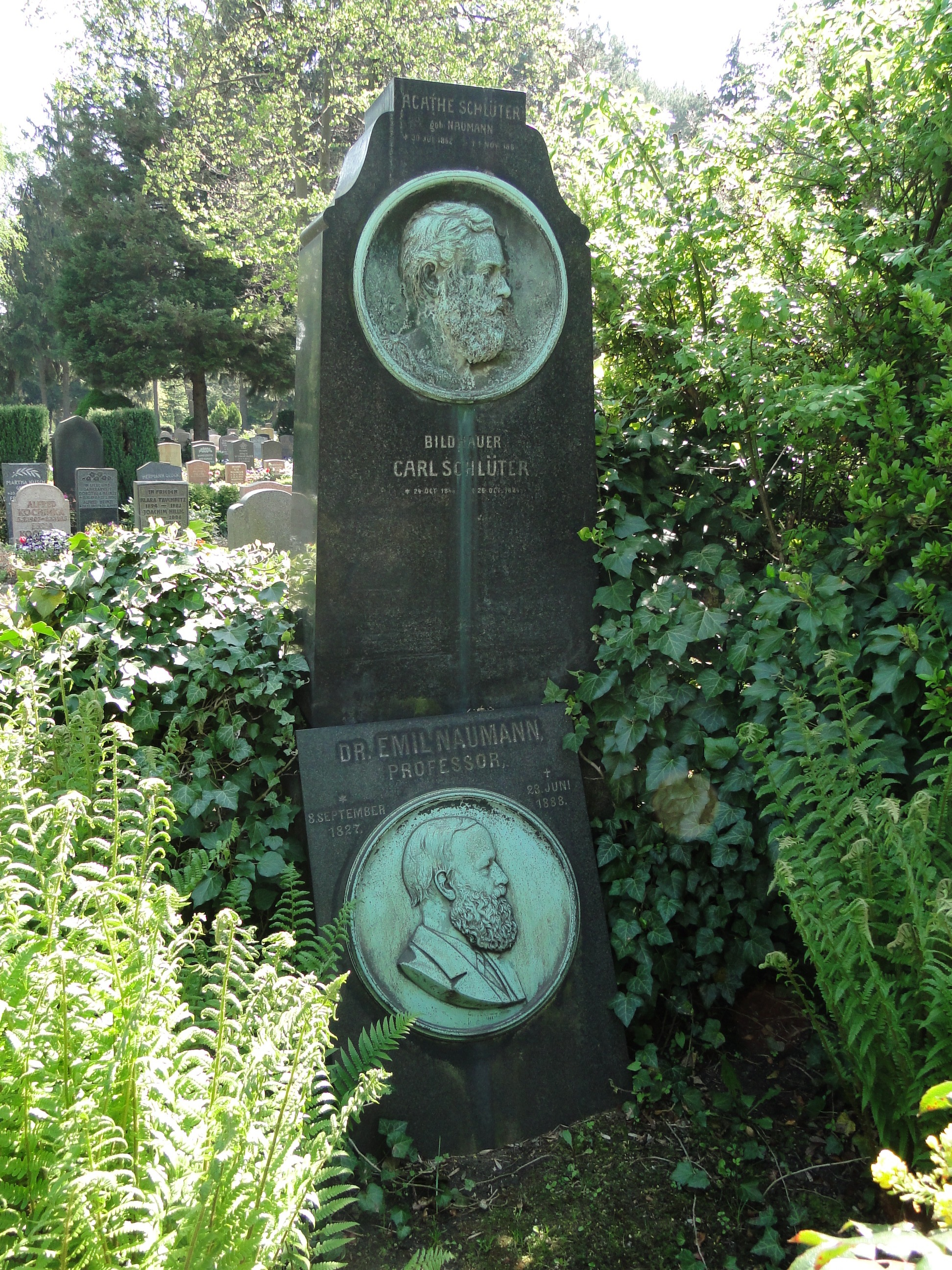
Carl Schlüters Grab auf dem Dresdner Trinitatisfriedhof

Carl Schlüter wurde als Sohn des Arztes August Marcus Dietrich Schlüter im schleswig-holsteinischen Pinneberg geboren. Schon seit seiner Kindheit offenbarte er eine ungewöhnliche Begabung für die Kunst und wurde vom Vater in seinen künstlerischen Bestrebungen wirksam gefördert. Er studierte von 1865 bis 1868 an der Kunstakademie in Dresden und war Schüler von Johannes Schilling. Im Atelier von Schilling entstand 1871 sein erstes Werk, eine überlebensgroße Statue eines Germanen, der mit dem Fuß römische Waffen und Legionsadler zertritt. Dieses Werk wurde in Dresden von der Kunstakademie mit der kleinen Medaille in Gold und in Wien mit der Medaille zur Weltausstellung geehrt.
Auf Grund des sinkenden Einkommens beantragte der Vater beim Kultusministerium in Berlin eine finanzielle Unterstützung, die auch geehrt wurde. Vom akademischen Rat in Dresden mehrfach ausgezeichnet, wurde Schlüter im März 1873 vom preußischen Ministerium ein Reisestipendium zu einem zweijährigen Aufenthalt in Italien bewilligt. Im Herbst 1873 reiste er über Venedig, Bologna und Florenz nach Rom, wo er bis 1876 blieb. Dort entstand für den Geheimrat Hitzig in Berlin sein Hauptwerk, der Hirtenknabe, den er zunächst in Bronze und 1878 in Marmor ausführte. Dieses Werk wurde von der Nationalgalerie Berlin angekauft.
Ab November 1876 lebte er wieder in Dresden. Im August 1880 heiratete er die Tochter des Musikschriftstellers Emil Naumann, Agathe Naumann. Erst die Büste seiner jugendlichen Frau, eine der besten Porträtbüsten der neueren deutschen Kunst, ließ erkennen, auf welchem Gebiet die eigentliche Begabung zu suchen ist. Dieses Werk befindet sich im Besitz der Staatlichen Museen zu Berlin – Preußischer Kulturbesitz, Nationalgalerie und in der Kieler Kunsthalle.
Er pflegte enge Kontakte zu Georg Treu. Neben seinen Arbeiten schuf er eine Vielzahl an Porträtbüsten, Bildnisbüsten und -reliefs, bevorzugt von weiblichen Modellen, sowie Statuetten und figürliche Plastik mit antikisierenden Motiven und Genremotiven. Er schuf farbige und getönte Skulpturen. Für das Königliche Hoftheater in Dresden schuf er zwölf Bildnismedaillons für die Logenbrüstungen des ersten Ranges. Zu seinen Werken zählen ebenfalls Kleinplastiken aus Bronze. Einige Plastiken sind im Besitz der Staatlichen Kunstsammlungen Dresden.
Im Oktober 1884 erkrankte er an Diphtherie und starb bereits am 26. desselben Monats. Er wurde in Dresden auf dem Trinitatisfriedhof beigesetzt.

## Werke (Auswahl)
- 1869: Grabmal mit Bronzemedaillon für den Bildhauer Joseph Herrmann, Alter Katholischer Friedhof Dresden
- 1876: Bronzefigur Hirtenknabe, Privatbesitz
- 1878: Marmorfigur Hirtenknabe, Nationalgalerie Berlin, Kriegsverlust
- 1878: für das Königliche Hoftheater Dresden zwölf Bildnismedaillons
- 1880: Porträtbüste Agathe Schlüter, Gattin des Künstlers, Bronze, Nationalgalerie Berlin und Kunsthalle zu Kiel